# Isak
Drengenavnet Isak stammer fra patriarken Isak. Navnet findes i flere variationer, her ordnet efter hyppighed, Isak, Isac, Isaac og Isaak. I alt er der cirka 750 der har en variation af navnet i Danmark ifølge Danmarks Statistik.
Navnet stammer fra Itzchak (hebraisk): Den der ler.
I Det Gamle Testamente var patriarken Isak søn af Abraham og bror til Ismael.

## Kendte personer med navnet
- Isak 1. Komnenos, østromersk kejser.
- Isak 2. Angelos, østromersk kejser.
- Isaac Asimov, russiskfødt amerikansk forfatter.
- Isaac Newton, engelsk matematiker, fysiker og astronom.
- Isaac Stern, russiskfødt amerikansk violinist.

## Trivia
- Isak Dinesen er pseudonym for Karen Blixen.